# RSC Anderlecht in het seizoen 1981/82
RSC Anderlecht was voor aanvang van het seizoen 1981/82 erg actief op de transfermarkt. De club zag in de zomer van 1981 onder meer aanvoerder Arie Haan vertrekken naar concurrent Standard Luik. Ook ploeggenoot Johnny Dusbaba stapte over naar de Rouches. Anderlecht zelf haalde bij Standard international Michel Renquin weg.
Trainer Tomislav Ivić kreeg er met het versterkte Standard een grote concurrent voor de landstitel bij. De Rouches die onder leiding stonden van oud-Anderlechttrainer Raymond Goethals toonden zich op de vierde speeldag de sterkste in de topper tegen paars-wit. Standard won het duel met 2-0. Beide ploegen gaven elkaar het hele seizoen lang geen duimbreed toe. Tot op de laatste speeldag werd er geknokt om de landstitel. Anderlecht kreeg Cercle Brugge op bezoek, Standard stond tegenover Waterschei. Anderlecht won met 3-1, maar zag hoe ook de Rouches met dezelfde score wonnen van Waterschei en dus kampioen werden. Twee jaar later kwam in een onderzoek naar zwart geld aan het licht dat Standard de spelers van Waterschei had omgekocht.
In de Europacup I leidde Ivić zijn team naar de halve finale. In de 1/8e finale schakelde paars-wit de Italiaanse kampioen Juventus uit. Anderlecht won thuis met 3-1 na onder meer twee goals van Willy Geurts. In Turijn speelde Anderlecht gelijk tegen het team van succescoach Giovanni Trapattoni. In de kwartfinale ging Rode Ster Belgrado voor de bijl. Na een felbevochten thuiszege (2-1) ging Anderlecht ook in Belgrado winnen (1-2). In de halve finale stond met Aston Villa de Engelse kampioen op het programma. De Britten won in eigen huis met 1-0. In de terugwedstrijd in het Astridpark kwamen beide ploegen niet tot scoren. Anderlecht beschouwde het duel als een gemiste kans. Het was een van de grootste sportieve ontgoochelingen van Constant Vanden Stock.
In de beker schakelde Anderlecht in de tweede ronde Club Brugge uit met 5-0, na onder meer twee goals van Frank Vercauteren. Blauw-zwart, dat toen getraind werd door Rik Coppens, kende een rampzalig seizoen. Anderlecht zelf vloog er een ronde later uit na een 3-1 nederlaag tegen Waterschei.
Voor het seizoen nam paars-wit ook voor het eerst deel aan de supercup. De Brusselaars speelden 0-0 gelijk tegen latere kampioen Standard. Na strafschoppen wonnen de Rouches met 1-3.
Het seizoen 1981/82 was overigens ook het eerste seizoen met de Generale Bank als hoofdsponsor.

## Spelerskern
| Naam              | Nationaliteit | Geboortedatum | Vorige club               |
| ----------------- | ------------- | ------------- | ------------------------- |
| Keepers           |               |               |                           |
| Jacky Munaron     | België        | 08-09-1956    | 1973-1974 FC Dinant       |
| René de Jong      | Nederland     | 17-05-1954    | 1975-1980 KSV Waregem     |
| Tony Goossens     | België        | 26-05-1948    | 1967-1981 Berchem Sport   |
| Dirk Vekeman      | België        | 25-09-1960    | /                         |
| Verdedigers       |               |               |                           |
| Hugo Broos        | België        | 10-04-1952    | /                         |
| Walter De Greef   | België        | 13-11-1957    | 1975-1981 Beringen FC     |
| Michel De Groote  | België        | 18-10-1955    | 1977-1979 Club Luik       |
| Emiel Dezutter    | België        | 12-08-1960    | /                         |
| Mićun Jovanić     | Joegoslavië   | 29-08-1952    | 1970-1981 Hajduk Split    |
| Morten Olsen      | Denemarken    | 14-08-1949    | 1976-1980 RWDM            |
| Luka Peruzović    | Joegoslavië   | 26-02-1952    | 1968-1980 Hajduk Split    |
| Michel Renquin    | België        | 03-11-1955    | 1974-1981 Standard Luik   |
| Middenvelders     |               |               |                           |
| Albert Cluytens   | België        | 16-11-1955    | 1974-1981 KSK Beveren     |
| Ludo Coeck        | België        | 25-09-1955    | 1971-1972 Berchem Sport   |
| Per Frimann       | Denemarken    | 04-06-1962    | 1981 Kjøbenhavns Boldklub |
| Wim Hofkens       | Nederland     | 27-03-1958    | 1976-1980 KSK Beveren     |
| Juan Lozano       | Spanje        | 30-08-1955    | 1980 Washington Diplomats |
| René Peeters      | België        | 10-10-1961    | /                         |
| Frank Vercauteren | België        | 28-10-1956    | /                         |
| John van der Zwan | Nederland     | 28-10-1962    | /                         |
| Aanvallers        |               |               |                           |
| Kenneth Brylle    | Denemarken    | 22-05-1959    | 1979 Vejle BK             |
| Didier Electeur   | België        | 07-09-1960    | /                         |
| Willy Geurts      | België        | 30-01-1954    | 1976-1980 Antwerp FC      |
| Pétur Pétursson   | IJsland       | 27-06-1959    | 1978-1981 Feyenoord       |

### Technische staf
|                 |                      |               |
| Functie         | Naam                 | Nationaliteit |
| Coach           | Tomislav Ivić (foto) | Joegoslavië   |
| Assistent-coach | Martin Lippens       | België        |
| Kinesitherapeut | Fernand Beeckman     | België        |

## Resultaten
Een overzicht van de competities waaraan Anderlecht in het seizoen 1981-1982 deelnam.
| Seizoen 1981/82  | Seizoen 1981/82 | Seizoen 1981/82    |
| Competitie       | Resultaat       | Uitgeschakeld door |
| ---------------- | --------------- | ------------------ |
| Eerste klasse    | Vicekampioen    |                    |
| Beker van België | 1/8 finale      | THOR Waterschei    |
| Supercup         | Finalist        | Standard Luik      |
| Europacup I      | Halve finale    | Aston Villa        |

## Uitrustingen
Shirtsponsor(s): Generale Bank

Sportmerk: adidas
| Thuis | Uit |

## Transfers

### Zomer
| Naam              | Nationaliteit | Van/naar             | Type        |
| ----------------- | ------------- | -------------------- | ----------- |
| Inkomend          |               |                      |             |
| Albert Cluytens   | België        | KSK Beveren          | Gekocht     |
| Walter De Greef   | België        | FC Beringen          | Gekocht     |
| Per Frimann       | Denemarken    | Kjøbenhavns Boldklub | Gekocht     |
| Tony Goossens     | België        | Berchem Sport        | Gekocht     |
| Mićun Jovanić     | Joegoslavië   | Hajduk Split         | Gekocht     |
| René Peeters      | België        | RSC Anderlecht       | Eigen jeugd |
| Pétur Pétursson   | IJsland       | Feyenoord            | Gekocht     |
| Michel Renquin    | België        | Standard Luik        | Gekocht     |
| John van der Zwan | Nederland     | RSC Anderlecht       | Eigen jeugd |
| Uitgaand          |               |                      |             |
| Jean-Claude Bouvy | Zaïre         | AA Gent              | Verkocht    |
| Kris Ceuppens     | België        | RFC Seraing          | Verkocht    |
| Gérard Deroy      | België        | Sporting Charleroi   | Uitgeleend  |
| Johnny Dusbaba    | Nederland     | Standard Luik        | Verkocht    |
| Arie Haan         | Nederland     | Standard Luik        | Verkocht    |
| Raymond Jaspers   | België        | Antwerp FC           | Verkocht    |
| Ronny Martens     | België        | KSK Beveren          | Verkocht    |
| Benny Nielsen     | Denemarken    | Saint-Étienne        | Verkocht    |
| Tony Rombouts     | België        | AA Gent              | Verkocht    |
| Engin Verel       | Turkije       | Lille OSC            | Verkocht    |

## Competitie

### Overzicht
| Speeldag  | 1 | 2 | 3 | 4 | 5 | 6 | 7  | 8  | 9  | 10 | 11 | 12 | 13 | 14 | 15 | 16 | 17 | 18 | 19 | 20 | 21 | 22 | 23 | 24 | 25 | 26 | 27 | 28 | 29 | 30 | 31 | 32 | 33 | 34 |
| --------- | - | - | - | - | - | - | -- | -- | -- | -- | -- | -- | -- | -- | -- | -- | -- | -- | -- | -- | -- | -- | -- | -- | -- | -- | -- | -- | -- | -- | -- | -- | -- | -- |
| Resultaat | g | w | w | v | w | w | w  | w  | v  | g  | g  | w  | w  | w  | v  | w  | w  | w  | w  | v  | g  | g  | g  | w  | g  | w  | w  | v  | v  | w  | v  | w  | g  | w  |
| Punten    | 1 | 3 | 5 | 5 | 7 | 9 | 11 | 13 | 13 | 14 | 15 | 17 | 19 | 21 | 21 | 23 | 25 | 27 | 29 | 29 | 30 | 31 | 32 | 34 | 35 | 37 | 39 | 39 | 39 | 41 | 41 | 43 | 44 | 46 |

### Klassement
|         |    |                            | P  | W  | G  | V  | +  | -  | DS  | Ptn |
| ------- | -- | -------------------------- | -- | -- | -- | -- | -- | -- | --- | --- |
| K       | 1  | R. Standard de Liège       | 34 | 19 | 10 | 5  | 59 | 28 | 31  | 48  |
| (UEFA)  | 2  | RSC Anderlechtois          | 34 | 19 | 8  | 7  | 56 | 31 | 25  | 46  |
| (UEFA)  | 3  | AA Gent                    | 34 | 16 | 13 | 5  | 38 | 20 | 18  | 45  |
| (UEFA)  | 4  | KSC Lokeren                | 34 | 17 | 10 | 7  | 56 | 32 | 24  | 44  |
|         | 5  | Antwerp FC                 | 34 | 17 | 9  | 8  | 45 | 23 | 22  | 43  |
|         | 6  | KV Kortrijk                | 34 | 14 | 10 | 10 | 39 | 35 | 4   | 38  |
|         | 7  | KSK Beveren                | 34 | 14 | 9  | 11 | 45 | 33 | 12  | 37  |
|         | 8  | K. Lierse SV               | 34 | 14 | 8  | 12 | 49 | 51 | −2  | 36  |
| (beker) | 9  | K. Waterschei SV Thor Genk | 34 | 11 | 8  | 15 | 44 | 55 | −11 | 30  |
|         | 10 | KSK Tongeren               | 34 | 11 | 8  | 15 | 40 | 54 | −14 | 30  |
|         | 11 | RWD Molenbeek              | 34 | 11 | 7  | 16 | 41 | 49 | −8  | 29  |
|         | 12 | KSV Waregem                | 34 | 10 | 9  | 15 | 30 | 34 | −4  | 29  |
|         | 13 | KFC Winterslag             | 34 | 10 | 9  | 15 | 24 | 49 | −25 | 29  |
|         | 14 | KSV Cercle Brugge          | 34 | 10 | 8  | 16 | 57 | 61 | −4  | 28  |
|         | 15 | Club Brugge KV             | 34 | 10 | 8  | 16 | 46 | 46 | 0   | 28  |
|         | 16 | RFC Liégeois               | 34 | 10 | 8  | 16 | 36 | 50 | −14 | 28  |
| D       | 17 | K. Beringen FC             | 34 | 9  | 9  | 16 | 33 | 50 | −17 | 27  |
| D       | 18 | KV Mechelen                | 34 | 6  | 5  | 23 | 28 | 65 | −37 | 17  |

P: wedstrijden gespeeld, W: wedstrijden gewonnen, G: gelijke spelen, V: wedstrijden verloren, +: gescoorde doelpunten, -: doelpunten tegen, DS: doelsaldo, Ptn: totaal punten
K: kampioen, D: degradeert, (beker): bekerwinnaar, (UEFA): geplaatst voor UEFA-beker

## Afbeeldingen

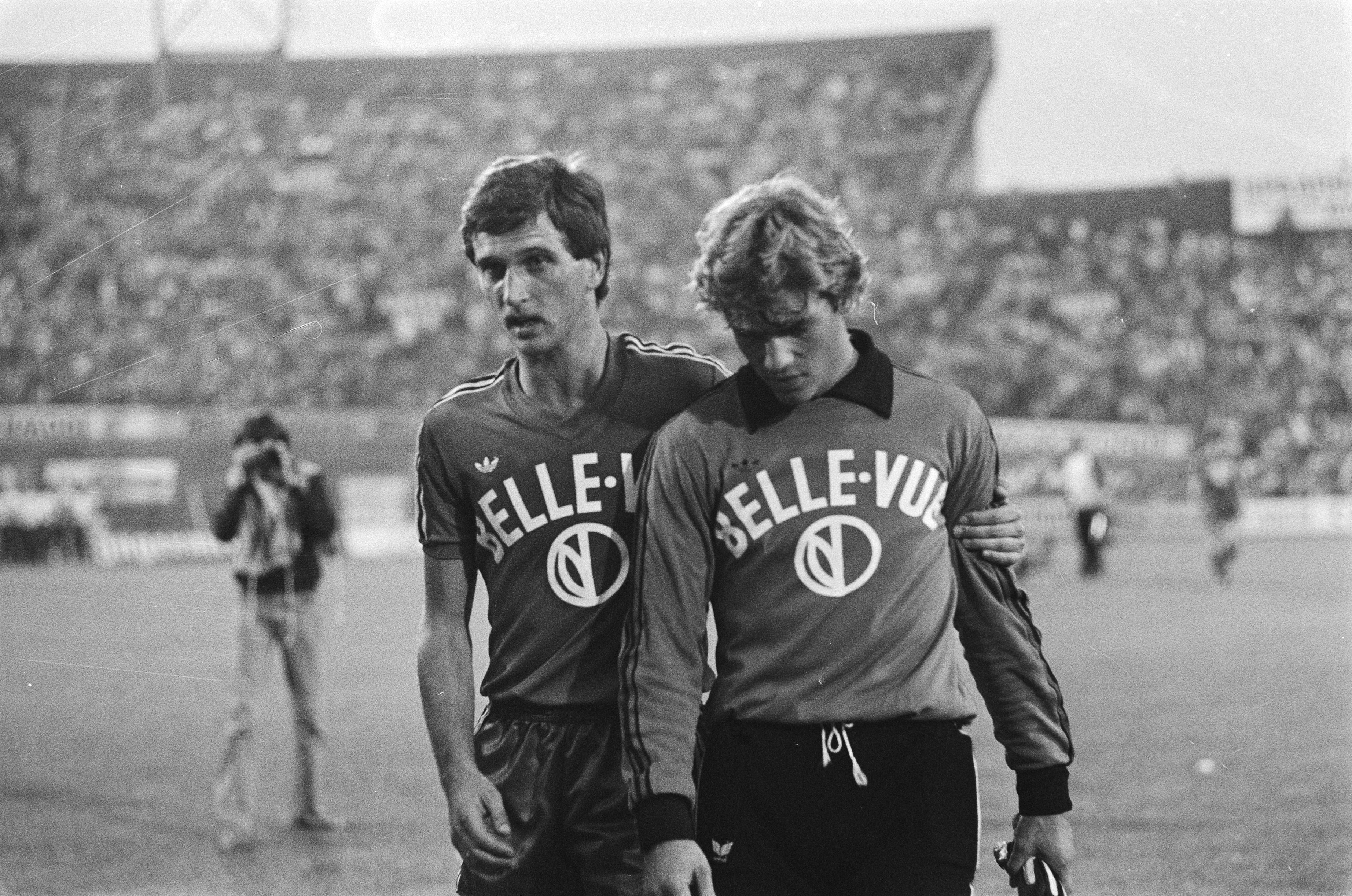
Jacky Munaron (doelman)
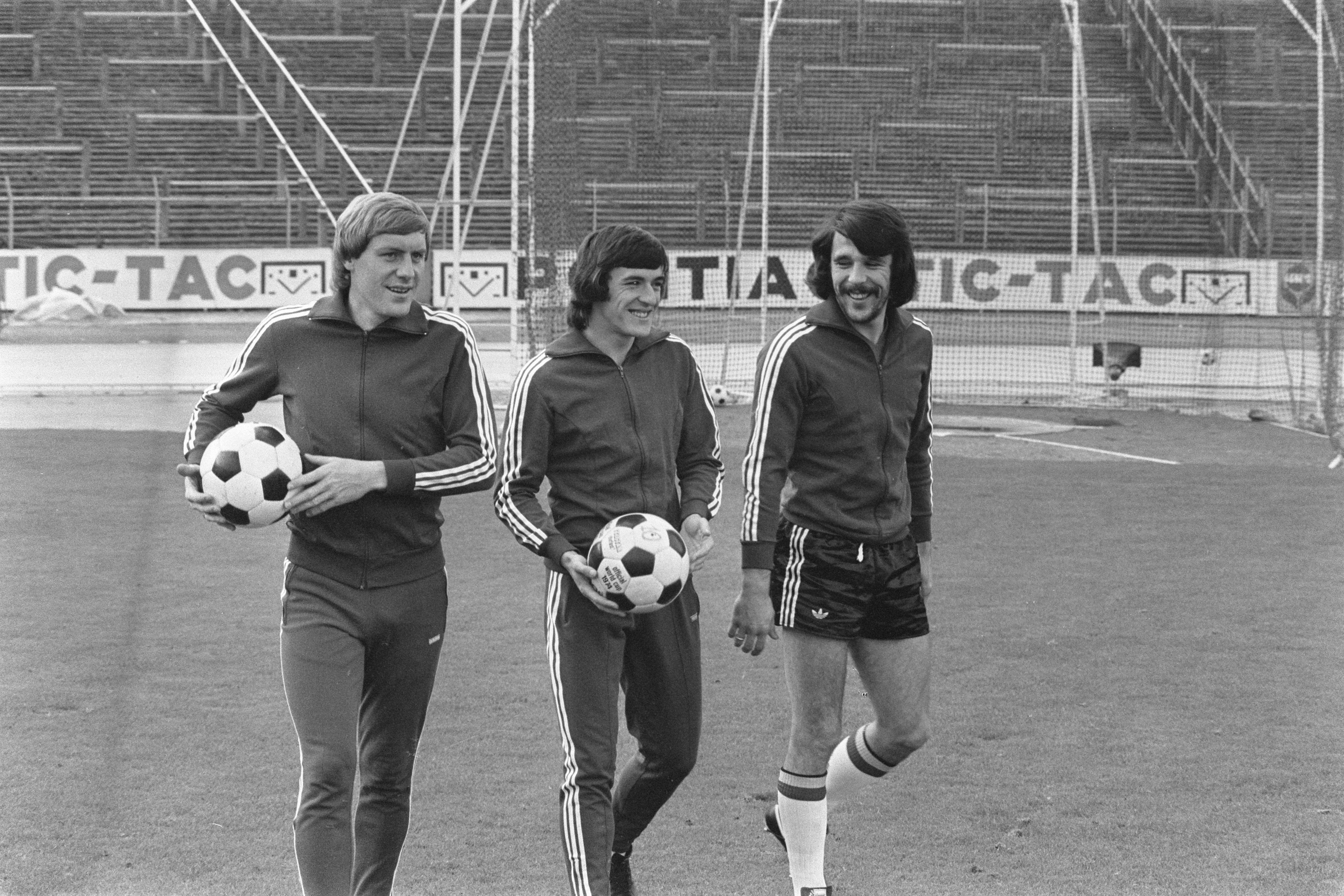
Hugo Broos (verdediger)
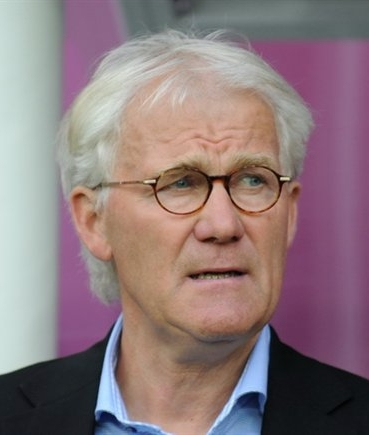
Morten Olsen (verdediger)
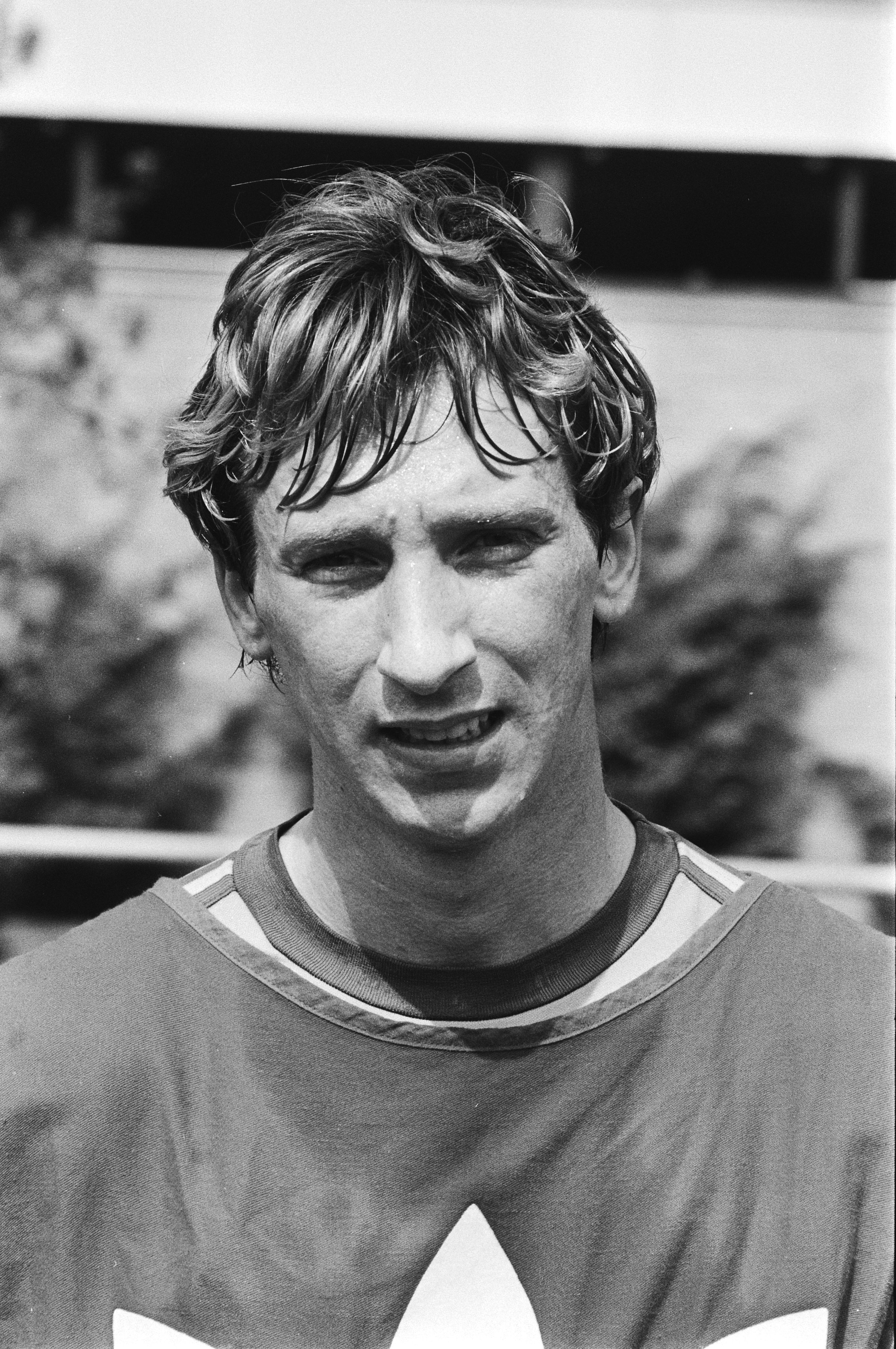
Wim Hofkens (middenvelder)
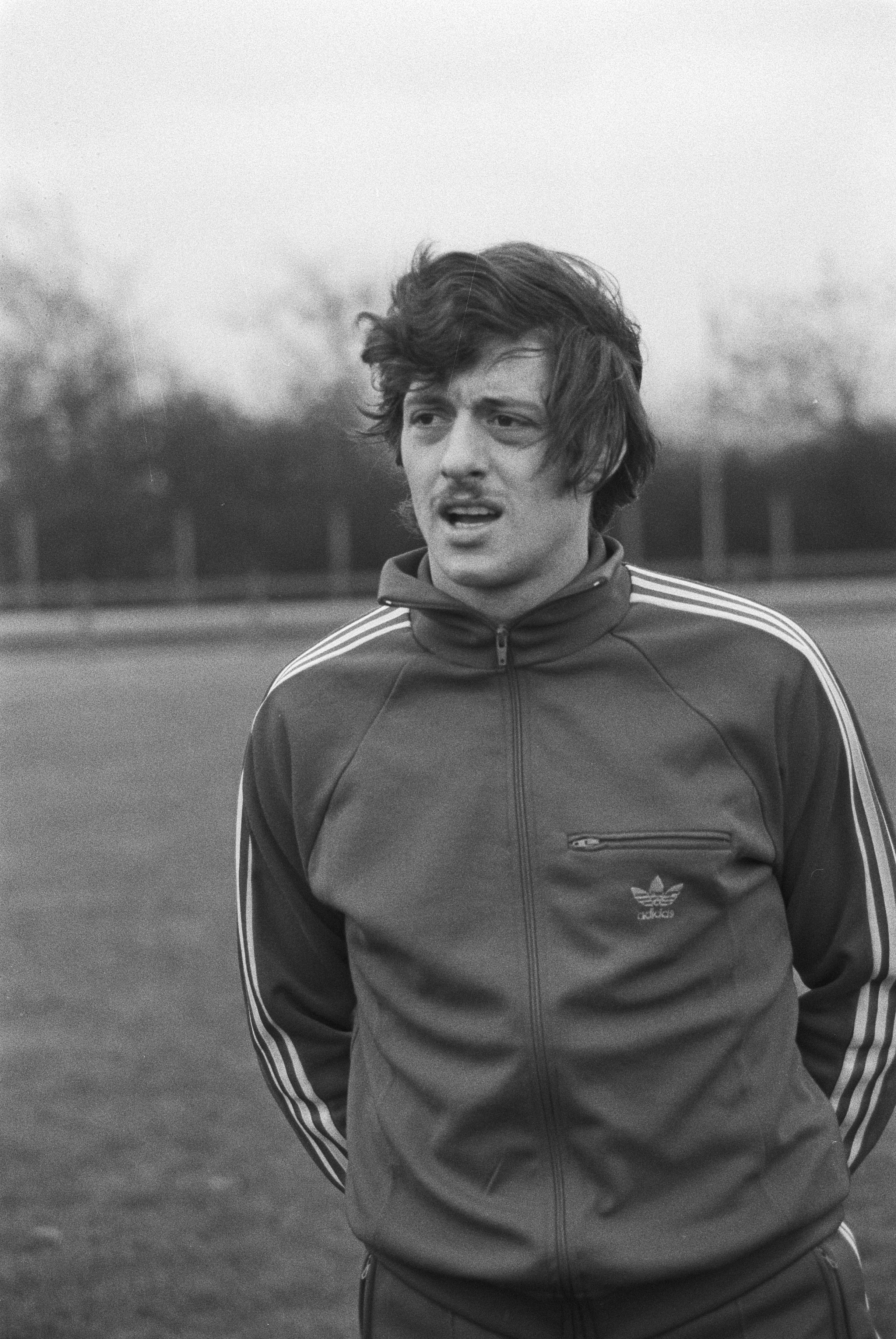
Albert Cluytens (middenvelder)
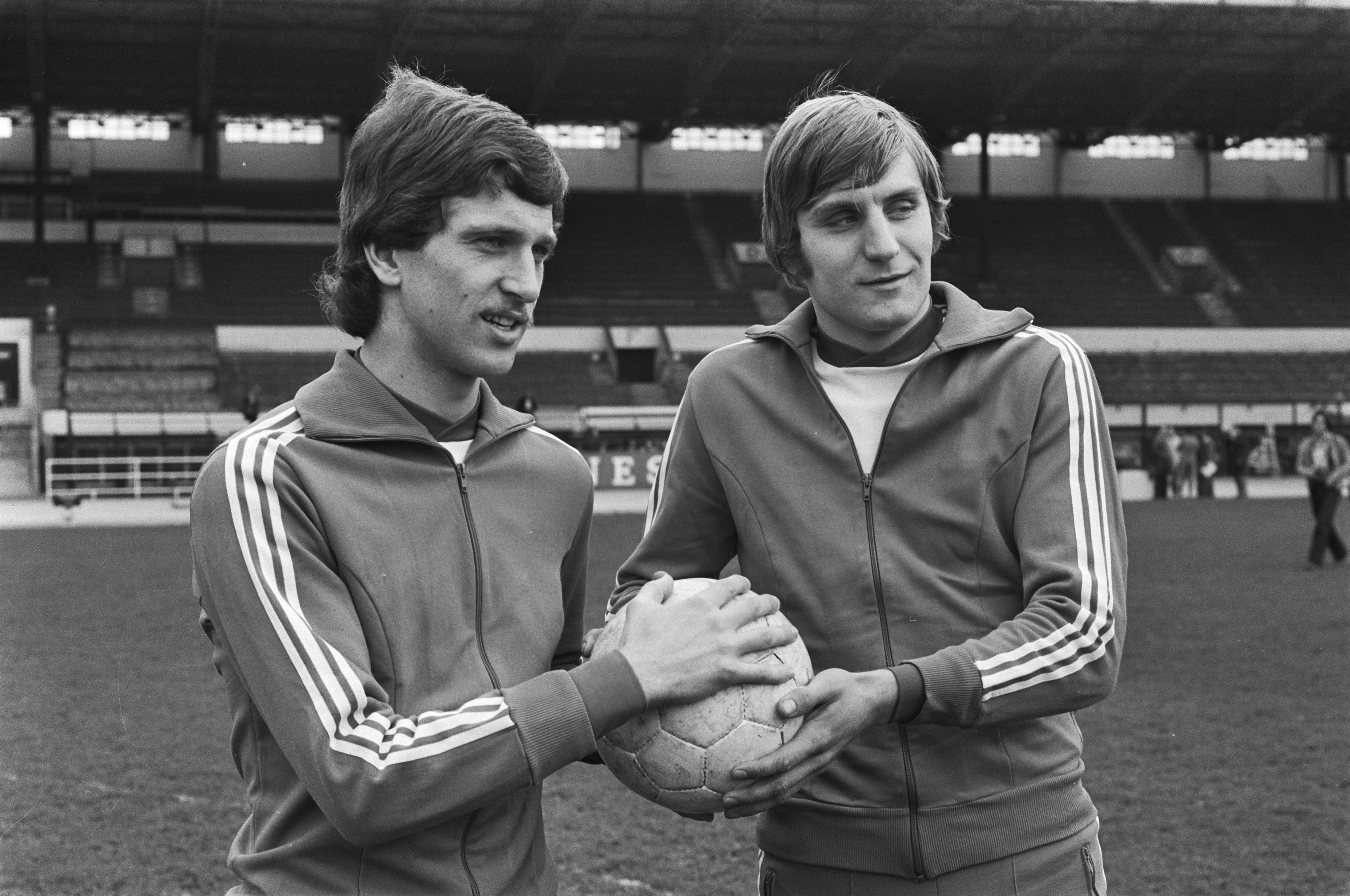
Ludo Coeck (middenvelder)
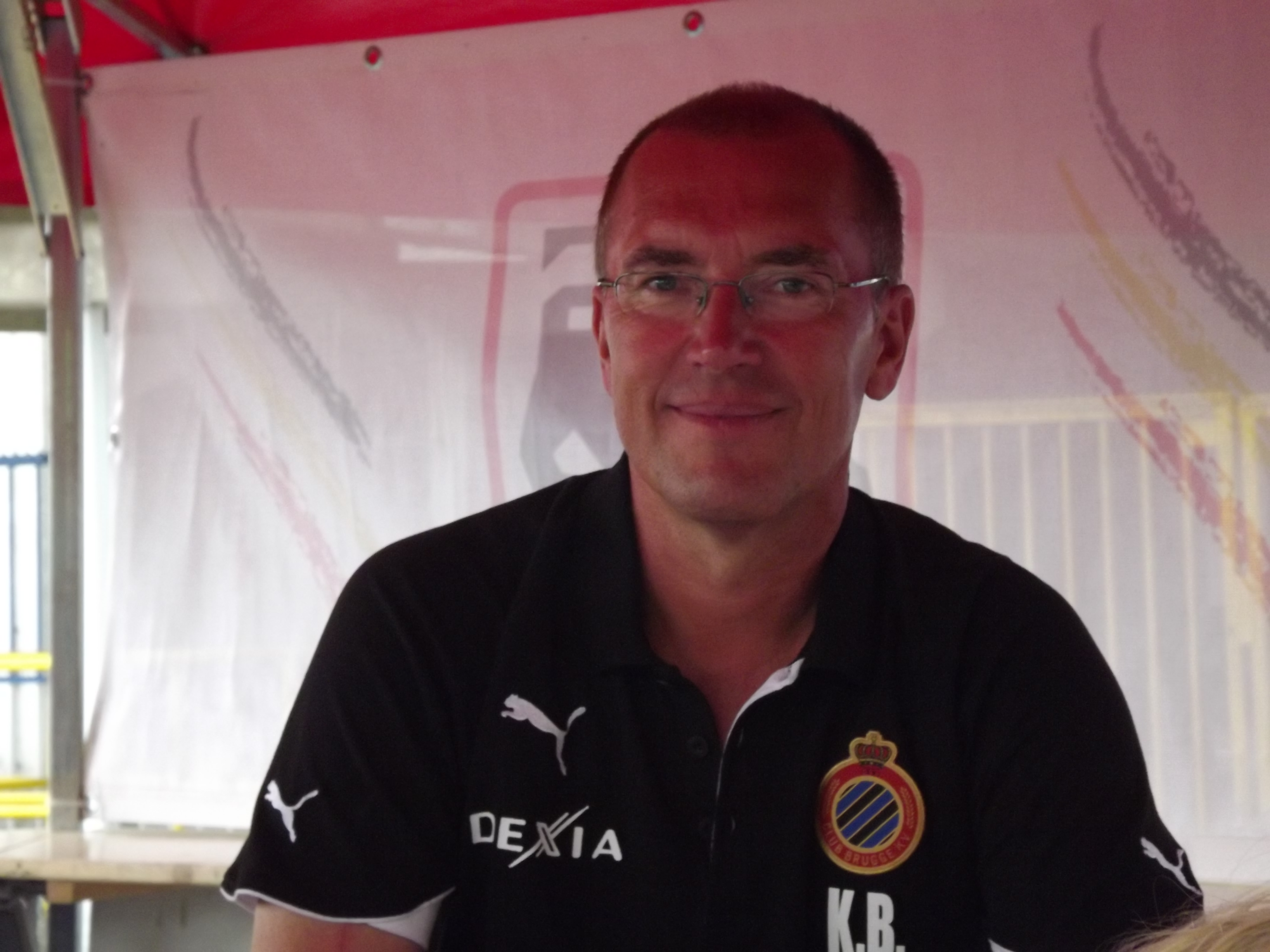
Kenneth Brylle (aanvaller)